# Борови до
Борови до је понорница у облику тепсије на Орјену, 1.470 метара надморске висине.
Налази се северно од Реовачке греде на висоравни Бијела гора. У глацијалним фазама плеистоцена, Борови до је био јако глечеризован. Борови до има изузетну микроклиму јер одржавају велики базен хладног ваздуха за цео Динарски планински масив.
Природно, вегетација се прилагодила честим циклусима смрзавања и одмрзавања током хладнијих сезона. То је најниже место на Динаридима, где живи арктоалпска врста Oxytropis campestris.